# 1987年1月逝世人物列表
1987年逝世人物列表：1月 - 2月 - 3月 - 4月 - 5月 - 6月 - 7月 - 8月 - 9月 - 10月 - 11月 - 12月
1987年1月逝世人物列表，是用於匯總1987年1月期間逝世人物的列表。

## 依日期排序

### 1日
- 維爾瑪·阿博特（Velma Abbott），57歲，全美女子職業棒球聯盟（American Girls Professional Baseball League）的美國棒球運動員。[1]
- 阿瓦德·費爾班克斯，89歲，美國雕塑家，心臟病發作。[2]
- 莫裡斯·曼德爾鮑姆，78歲，美國哲學家和現象學家。[3]

### 2日
- Ramón Castroviejo，82歲，西班牙和美國眼科醫生和角膜移植先驅。[4]
- 黑茲爾·戴利，91歲，美國電影女演員。
- 洛瓦特·迪克森（Lovat Dickson），84歲，加拿大出版商和作家。[5]
- Arthur Gould-Porter，81歲，英國電影、電視和舞台演員。
- Jean de Gribaldy，64歲，法國公路自行車手和體育總監。
- 哈雷克魯什納·馬哈塔布，87歲，印度政治家，印度國民大會黨領袖，奧里薩邦首席部長。
- 阿爾弗雷德·辛德勒（Alfred Schindler），92歲，美國實業家，美國商務部代理部長。[6]

### 3日
- 亞歷克斯·坎貝爾（Alex “Big Daddy” Campbell），55歲，蘇格蘭民謠歌手，肺結核。
- Arvind Deshpande，54歲，印度電影、戲劇和電視演員兼戲劇導演。
- Sunder Lal，約64歲，印度獨立活動家和政治家，國會議員。
- 約翰·巴特洛·馬丁，71歲，美國外交官，作家，大使和演講撰稿人，喉癌。[7]
- William R. Poage，87歲，美國政治家，美國眾議院議員，心力衰竭。[8]
- 弗兰克·西尔万，77歲，海地政治家，海地代理總統。

### 4日
- 佩吉·培根（Peggy Bacon），91歲，美國藝術家，以諷刺漫畫而聞名。[9]
- Lauretta Bender，89歲，美國兒童神經精神病學家，開發了 Bender-Gestalt 測試。[10]
- Aubert C. Dunn，90歲，美國律師和政治家，美國眾議院議員。[11]
- John A. Seitz，78歲，美國陸軍上將。[12]

### 5日
- 瑪格麗特·勞倫斯，60歲，加拿大小說家和短篇小說作家，自殺。[13]
- 戴爾·米切爾，65歲，美國職業棒球大聯盟球員（克利夫蘭印第安人），心臟病發作。[14]
- 海倫卡·潘塔萊奧尼（Helenka Pantaleoni），86歲，美國無聲銀幕女演員。[15]
- 赫爾曼·史密斯-約翰森（Herman Smith-Johannsen），111歲，挪威滑雪運動員和超級百歲老人，肺炎。[16]

### 6日
- 塔迪·艾科克，71歲，美國政治家，路易士安那州副州長。[17]
- 丹尼爾·卡尼，42歲，羅得西亞小說家，癌症。[18]
- 羅伯特·庫克爵士，56歲，英國政治家，國會議員，運動神經元疾病。[19]
- 瑪格麗特·丹豪瑟（Margaret Danhauser），65歲，全美女子職業棒球聯盟（All-American Girls Professional Baseball League）的美國棒球運動員。[20]
- 賈德夫，68歲，肯亞出生的印度音樂作曲家。
- N. N. Kakkad，59歲，印度詩人，癌症。
- 傑克·施瓦茨（Jack Schwarz），90歲，美國低成本故事片獨立製片人。

### 7日
- 瑪莎·喬治（Martha George），94歲，美洲原住民部落首領，蘇誇米什部落主席。
- 拉克希米，65歲，印度作家。[21]
- 阿夫納·萊斯（Avner Less），71歲，德裔以色列員警，在阿道夫·艾希曼（Adolf Eichmann）被捕後對其進行了審訊。
- 傑基·米切爾（Jackie Mitchell），73歲，美國女子棒球運動員，先後淘汰了貝比·魯斯（Babe Ruth）和盧·格裡格（Lou Gehrig）。[22]

### 8日
- 威爾弗裡德·賈斯珀·沃爾特·布朗特（Wilfrid Jasper Walter Blunt），85歲，英國作家和藝術家，沃茨美术馆（Watts Gallery）策展人。[23]
- Leo Callaghan，62歲，英格蘭足球聯賽的威爾士足球裁判。
- Nana Joshi，60歲，印度板球運動員，肝癌。[24]
- 瑪麗·林德爾，91歲，英國女性，第一次世界大戰的前線護士，第二次世界大戰中的法國抵抗運動成員。[25]
- Walter R. Mansfield，75歲，美國法官，美國第二巡迴上訴法院法官，中風。[26]
- Myron Prinzmetal，78歲，美國心臟病專家。[27]
- 克利斯蒂安·席爾特（Christian F. Schilt），91歲，美國海軍陸戰隊（U.S. Marine Corps）美國上將。[28]
- 菲爾·塞吉（Phil Seghi），77歲，美國職業棒球大聯盟（Major League Baseball）的美國前臺主管，癌症。[29]

### 9日
- Carl Gunnar Engström，74歲，瑞典醫生和發明家。
- 亞瑟·萊克，81歲，美國演員，心臟病發作。[30]
- 傑克·拉斯羅普，73歲，美國歌手和吉他手。
- Bill Noël，72歲，美國石油商、銀行家和公民領袖，癌症。[31]
- 亞歷克斯·諾維科夫（Alex B. Novikoff），73歲，出生於俄羅斯帝國的美國生物學家。[32]

### 10日
- 史蒂夫·凱西，78歲，愛爾蘭運動賽艇運動員和世界冠軍摔跤手。
- 伊恩·哈威（Ian Harvey），72歲，英國商人和政治家，國會議員。[33]
- Marion Hutton，67歲，美國歌手和演員，癌症。[34]
- Dominick Labino，76歲，美國工程師和玻璃大師。[35]
- 英俊的內德，29歲，加拿大鄉村歌手和詞曲作者，吸毒過量。
- 大衛·羅賓遜（David Robinson），82歲，英國企業家和慈善家，資助了剑桥大学罗宾逊学院（Robinson College, Cambridge）和羅西醫院（Rosie Hospital）。[36]
- 斐迪南德·瑪麗亞·馮·森格和埃特林，63歲，納粹國防軍德國士兵，戰後德國聯邦國防軍將軍。[37]

### 11日
- 阿爾伯特·費伯（Albert Ferber），75歲，瑞士鋼琴家。
- 雨果·弗雷戈內塞，78歲，阿根廷電影導演和編劇（《我的六個罪犯》），心臟病發作。
- 貝蒂·馮·菲勒-海門多夫（Betty von Fürer-Haimendorf），75-76歲，印度和尼泊爾的英國民族學家。
- 雅克·埃羅爾德（Jacques Hérold），76歲，羅馬尼亞超現實主義畫家。[38]

### 12日
- 哈羅德·克倫茨（Harold Krents），42歲，美國盲人律師，作家和活動家，腦瘤。[39]
- 拉爾夫·麥克斯韋·路易斯（Ralph Maxwell Lewis），82歲，美國神秘主義者，玫瑰十字古老神秘教團的皇帝。[40]
- Norah Michener，84-85歲，加拿大總督Roland Michener的加拿大妻子，患有阿爾茨海默病。[41]
- Glenn Odekirk，81歲，美國航空航天工程師。[42]
- 赫伯特·蒂德（Herbert Tiede），71歲，德國演員。

### 13日
- 弗拉基米爾·阿拉托爾采夫，77歲，蘇聯棋手，作家和管理員。[43]
- 阿爾弗雷德·楊·艾利（Alfred Young Allee），81歲，美國德克薩斯州護林員，警長和狩獵管理員。[44]
- 阿納托利·埃夫羅斯（Anatoly Efros），61歲，蘇聯戲劇和電影導演。[45]
- 夏洛特·弗蘭德（Charlotte Friend），65歲，美國病毒學家，因發現弗蘭德病毒而聞名，白血病。[46]
- Matt Hazeltine，美國 NFL 足球運動員（舊金山49人），盧·賈里格病。[47]
- 伊戈爾·伊林斯基，85歲，蘇聯舞臺和電影演員，導演和喜劇演員。[48]
- 埃爾維拉·里奧斯（Elvira Ríos），73歲，墨西哥歌手（《Noche de ronda》、《Perfidia》）和女演員和演員，腎衰竭和膀胱癌。[49]
- Tony Sansone，81歲，義大利裔美國健美運動員和模特，結腸癌。
- 傑弗里·蒂亞克斯（Geoffrey Tiarks），77歲，英國聖公會主教。[50]

### 14日
- 沃里克·奧斯瓦爾德·費爾法克斯，85歲，澳大利亞商人和記者。[51]
- 德斯蒙德·菲茨傑拉德（Desmond FitzGerald），75歲，愛爾蘭建築師，都柏林机场航站樓的設計師。[52]
- 朴鍾哲（Park Jong-chul），21歲，韓國民主運動活動家，被酷刑致死。[53]
- Gerald C. MacCallum Jr.，61歲，美國哲學家，心臟病發作。[54]
- 道格拉斯·西爾克（Douglas Sirk），89歲，德國電影導演（愛的時刻和死亡的時刻）。[55]
- Rauli Somerjoki，39歲，芬蘭搖滾歌手，支氣管炎。
- Jai Ram Varma，82歲，印度自由鬥士和政治家，國會議員。
- 薩姆·瓦格斯塔夫（Sam Wagstaff），65歲，美國藝術策展人和收藏家，肺炎。[56]

### 15日
- 卡爾-弗雷德里克·阿爾傑農（Carl-Fredrik Algernon），61歲，瑞典海軍軍官，被火車撞倒。[57]
- Harald Bode，77歲，德國工程師，電子樂器開發的先驅。[58]
- Ray Bolger，83歲，美國演員、歌手和舞者，綠野仙蹤中的稻草人，膀胱癌。[59]
- 魯道夫·卡爾，87歲，奧地利演員。
- 何塞·安東尼奧·加拉多，25歲，西班牙足球運動員（馬拉加），在比賽中受傷后心臟驟停。[60]
- 多洛雷斯·霍金斯（Dolores Hawkins），57歲，美國節奏藍調歌手。[61]
- 約翰·亞歷山大·弗雷澤·羅伯茨（John Alexander Fraser Roberts），87歲，威爾士遺傳學家和精神病學家。[62]
- 希瑟·撒切爾（Heather Thatcher），90歲，英國戲劇和電影女演員。
- 菲力浦·楊（Philip Young），76歲，美國政府官員和外交官，美國駐荷蘭大使，心臟病發作。[63]

### 16日
- Achankunju，56歲，印度演員。[64]
- Arthur Drexler，61歲，美國博物館館長，現代藝術博物館館長，胰腺癌。[65]
- 喬伊斯·詹姆森，59歲，美國女演員（安迪·格裡菲斯秀、公寓春光），自殺。[66]
- 麗塔·麥克林頓，35歲，美國社交名媛和謀殺案受害者。[67]
- 科林·斯克林傑（Colin Scrimgeour），83歲，紐西蘭衛理公會牧師和廣播員。[68]
- V. Viswanathan，77歲，印度ICS官員，喀拉拉邦州長，喜馬偕爾邦邦副州長。
- 伯特倫·韋納（Bertram Wainer），58歲，澳大利亞醫生，在維多利亞州為合法墮胎而奔走，心臟病發作。[69]
- 厄爾·威爾遜（Earl Wilson），79歲，美國記者，八卦專欄作家和作家，中風。[70]

### 17日
- Aram Avakian，60歲，美國電影剪輯師和導演，心力衰竭。[71]
- 哈裡·達比，91歲，美國政治家，美國參議員。[72]
- 敦珠仁波切，82歲，藏傳佛教領袖。
- 劳伦斯·柯尔伯格，59歲，美國心理學家，自殺。[73]
- Jozo Penava，77歲，波士尼亞-黑塞哥維尼亞音樂製作人、作曲家和聲樂家。
- 法齊爾·拉胡（Fazil Rahu），52-53歲，巴基斯坦政治領袖，遇刺身亡。[74]
- 顧祝同，94歲，中國軍隊將領，中華民國國軍總參謀長。[75]

### 18日
- 塞爾吉奧·布拉齊奇（Sergio Blažić），35歲，克羅埃西亞硬搖滾音樂家（Atomsko Sklonište），霍奇金病。
- Esmail Daghayeghi，32-33歲，伊朗軍事指揮官，導彈襲擊。
- 雷納托·古圖索（Renato Guttuso），75歲，義大利畫家和政治家，參議院議員，肺癌。[76]
- 海倫·布洛克·路易斯，73歲，美國精神病學家和精神分析學家，癌症。[77]
- 勞羅·薩拉斯，58歲，墨西哥羽量級拳擊手和世界冠軍。
- George Thalben-Ball，90歲，澳大利亞裔英國管風琴家和作曲家。[78]

### 19日
- 傑拉爾德·佈雷南（Gerald Brenan），92歲，馬爾他出生的英國正派作家，大部分時間住在西班牙，心力衰竭。[79]
- 哈裡·凱勒，73歲，美國電影剪輯師和導演。[80]
- Ira C. Kepford，67歲，美國海軍飛行員，二戰王牌飛行員。[81]
- 迪克·米爾福德（Dick Milford），91歲，英國神職人員。[82]
- 喬治·塞爾柯克，79歲，加拿大職業棒球大聯盟球員（紐約洋基）。[83]
- 赫爾曼·沃斯（Hermann Voss），92歲，德國解剖學家，未受懲罰的戰犯。[84]

### 20日
- 湯姆·多勒里，72歲，英國板球運動員。[85]
- 安妮·福克斯（Annie Fox），93歲，加拿大裔美國人，第一位因戰鬥而獲得紫心勋章的女性。[86]
- 赫爾曼·吉斯勒（Hermann Giesler），88歲，納粹德國建築師。
- 查理斯·帕斯誇萊·格列柯，92歲，美國羅馬天主教會主教。[87]
- 唐納德·麥金農（Donald W. MacKinnon），84歲，美國心理學家和加州大學教授。[88]
- Thomas “Ta” Power，33歲，愛爾蘭政治家和准軍事人員，被槍殺。[89]
- 詹姆斯·理查森（James L. Richardson），77歲，美國陸軍中將。
- Periyasaamy Thooran，78歲，印度泰米爾詩人、教師和卡納提克音樂作曲家。

### 21日
- 珍妮·奧布里（Jenny Aubry），83歲，法國精神病學家和精神分析學家。[90]
- 妮娜·拜倫（Nina Byron），86歲，紐西蘭裔美國無聲銀幕女演員和表演女郎。
- 維克多·戈達德（Victor Goddard），89歲，第二次世界大戰期間英國皇家空軍高級指揮官。[91]
- 查理斯·古德爾，60歲，美國政治家，美國眾議院和參議院議員，心臟病發作。[92]
- 梶原一騎，50歲，日本作家、漫畫作家和電影製片人。

### 22日
- 巴布羅·阿爾文，78歲，瑞典記者、作家、和平主義者和女權主義者。
- 安·帕克·鮑爾斯（Ann Parker Bowles），68歲，英國貴族和女童軍領袖，卡蜜拉王后的岳母。[93]
- 罗伯特·巴德·德怀尔，47歲，美國政治家，自殺。[94]
- 斯坦·基恩（Stan Keon），71歲，澳大利亞政治家，聯邦眾議院議員。[95]
- 派翠克·杜瓦爾（Patrick du Val），83歲，英國數學家（杜瓦爾奇點）。[96]

### 23日
- 本-錫安，89歲，俄羅斯出生的美國畫家、雕塑家和詩人，心臟病發作。[97]
- E. Nelson Bridwell，55歲，美國瘋狂雜誌作家，肺癌。
- 謝爾蓋·切爾尼科夫，74歲，俄羅斯數學家。[98]
- 阿西姆·費爾哈托維奇，53歲，南斯拉夫國際足球運動員（萨拉热窝足球俱乐部、南斯拉夫国家足球队），心臟病發作。[99]
- 格雷戈爾·斯特尼沙，56歲，斯洛維尼亞詩人、劇作家和詞曲作者。

### 24日
- 諾曼·多德（Norman Dodd），87歲，美國銀行家和銀行經理。[100]
- 村上哲次，59歲，日本空手道駐歐洲代表。
- 克拉拉·塔爾曼（Clara Thalmann），78歲，瑞士記者、運動員和民兵，曾在西班牙內戰期間參戰。[101]

### 25日
- 威廉·德夫林，75歲，蘇格蘭電影和電視演員。[102]
- 朱利安·霍克·哈裡斯（Julian Hoke Harris），80歲，美國藝術家。
- 埃米爾·赫洛比爾，85歲，捷克作曲家和音樂教授。
- 亨利·克里普斯（Henry Krips），74歲，奧地利裔澳大利亞指揮家和作曲家（南澳大利亞交響樂團）。[103]
- 纳韦尔·莫雷诺（Nahuel Moreno），62歲，阿根廷托洛茨基主義領袖。
- Mihrişah Sultan，70歲，奧斯曼帝國公主，王位繼承人Şehzade Yusuf Izzeddin的女兒。
- 皮耶羅·維達（Piero Vida），48歲，義大利電影演員。

### 26日
- 阿道夫·西博羅夫斯基，67歲，波蘭建築師、城市規劃師和政治家。
- 莫莉·莫琳，82歲，愛爾蘭女演員。
- 查理斯·沃爾科特，80歲，美國音樂作曲家。[104]

### 27日
- Allan V. Cox，60歲，美國地球物理學家（地磁逆轉），自殺。[105]
- 艾莉森·丹澤，88歲，美國體育作家。[106]
- 傑弗里·查理斯·埃文斯（Geoffrey Charles Evans），86歲，英國陸軍中將。[107]
- 撒母耳·福誇（Samuel G. Fuqua），87歲，美國海軍少將。[108]
- Antanas Maceina，79歲，立陶宛哲學家和詩人。[109]
- 諾曼·麥克拉倫（Norman McLaren），72歲，蘇格蘭裔加拿大動畫師和導演，心臟病發作。。[110]
- Ralph G. Neppel，63歲，美國陸軍士兵。[111]
- 理查·薩皮爾（Richard Sapir），50歲，美國作家（毀滅者），心臟病發作。[112]

### 28日
- Gangadhar V. Chittal，63歲，印度卡納達語詩人，帕金森病。[113]
- 喬治·道，79歲，英國鐵路雇員和作家。[114]
- 拉爾夫·福克納（Ralph Faulkner），95歲，美國擊劍運動員，電影演員和奧運選手。[115]
- Galo Plaza，80歲，厄瓜多尔政治家，厄瓜多尔总统，心臟病發作。[116]
- Valerian Trifa，72歲，羅馬尼亞東正教神職人員和法西斯政治活動家，心臟病發作。[117]

### 29日
- 卡洛·卡索拉，69歲，義大利小說家和散文家（La Ragazza di Bube），心臟病發作。[118]
- Emvin Cremona，67歲，馬爾他藝術家和郵票設計師。[119]
- 穆尼爾·阿布·法德爾（Mounir Abou Fadel），74歲，黎巴嫩政治家，黎巴嫩議會副議長。
- 何塞普·維森ç·富瓦（Josep Vicenç Foix），94歲，西班牙加泰羅尼亞詩人、作家和散文家。[120]
- Vincent R. Impellitteri，86歲，義大利裔美國政治家和法官，紐約市市長，帕金森病。[121]
- 格哈德·克洛普弗（Gerhard Klopfer），81歲，德國納粹黨官員，馬丁·博爾曼（Martin Bormann）的首席副手。[122]
- 巴伐利亞的皮拉爾公主，95歲，德國皇室成員，巴伐利亞的路德維希·斐迪南（Ludwig Ferdinand）的獨生女。
- 伊娃·普里姆羅斯（Eva Primrose），94歲，第二代阿伯代爾男爵亨利·布魯斯（Henry Bruce）的英國女兒。

### 30日
- Dionysios Arbouzis，約74歲，希臘希臘陸軍將軍。
- 約翰尼·克拉多克（Johnnie Cradock），82歲，英國廚師、作家和廣播員。
- 肯·德雷克，65歲，美國影視演員。
- Ante Topić Mimara，88歲，克羅埃西亞藝術收藏家。[123]
- Héctor Varela，73歲，阿根廷探戈班多尼演奏家、樂隊領隊和作曲家。[124]

### 31日
- 伊夫·阿萊格雷（Yves Allégret），81歲，法國電影導演。[125]
- 朱利安·安東尼什，55歲，波蘭電影製片人、藝術家和作曲家。
- 伊德里斯·巴爾扎尼（Idris Barzani），42-43歲，庫爾德政治家，心臟病發作。
- 埃德蒙·彭德爾頓（Edmund J. Pendleton），87歲，美國作曲家和音樂家。[126]

### 未知日期
- 德拉諾·艾姆斯，80-81歲，美國偵探小說作家。
- 皮埃爾·查波（Pierre Chapo），59歲，法國傢具設計師和工匠，患有盧·賈里克病。
- Don Levy，54-55歲，澳大利亞藝術家和電影製片人，自殺。
- 亞瑟爾·奧克利，86歲，英國摔跤手和摔跤推廣人。
- 索爾·泰珀（Saul Tepper），87歲，美國插畫家和詞曲作者。